# Santa Margarida i els Monjos
Santa Margarida i els Monjos è un comune spagnolo di 5 042 abitanti situato nella comunità autonoma della Catalogna.